# أليس ويلسون
أليس ويلسون (بالإنجليزية: Alice Wilson) (و. 1881 – 1964 م) هي أحيائية، وإحاثي، من كندا، ولدت في كوبورغ، أونتاريو، توفيت في أوتوا، عن عمر يناهز 83 عاماً.

## جوائز
حصلت على جوائز منها:
- عضو رتبة الإمبراطورية البريطانية.